# 梅露絲·畢卡史達夫
梅露絲·畢卡史達夫（英語：Melrose Bickerstaff，1983年2月6日—），來自美國舊金山的時裝設計師、模特兒。她是《全美超級模特兒新秀大賽》第七季的亞軍。

## 早年生活
梅露絲原名是梅麗莎·露絲·畢卡史達夫（Melissa Rose Bickerstaff），因為梅露絲比較簡短易記，以及她不想要「麗莎」兩字，所以她把名字縮短成梅露絲。
梅露絲在West Bloomfield High School畢業。她在比賽前在美國舊金山當時裝設計師，曾經得到舊金山Art's Institute頒發的時裝設計獎。

## 全美超級模特兒新秀大賽
梅露絲在《全美超級模特兒新秀大賽》面試時，聲稱「要讓美國見識真正的超模，見識有理想的女人是怎樣的」。還說她可以很友善，可以很潑辣。梅露絲亦說自己很喜歡高級時裝，她穿的很多衣服都是她做的。
在第二集時，梅露絲率先勝出第一次小挑戰，可以在拍攝時得到名模的待遇，除有私人助手外，還可以享用按摩。後來梅露絲拍攝照片時因為只顧享受按摩要補妝而遲到拍攝照片，而且在拍攝時表現只是平平，令她感到十分氣餒。評判不滿梅露絲的她的態度，還有她在拍攝時遲到，這次她站上了第一次的包尾二人，最後倖存下來。
梅露絲在第三集拍攝的「髮型大戰」照片得到好的評價，這次她得到了首名入圍。
梅露絲在第六集勝出了訪問的小挑戰，得到了訪問CW電視台各演員的機會。在第七集，梅露絲勝出了擺性感姿勢的小挑戰，她選取了雅雯（Amanda）、美雪（Michelle）和寶琪（Brooke）一同拍攝《Seventeen》雜誌內頁時裝照片。在第十一集，梅露絲勝出了見客戶（Go-See）的小比賽。
梅露絲在三強時，由於CoverGirl廣告照失色因此和尤珍娜·華盛頓站上包尾二人，她得到了第二次機會出線。進入二強，她在時裝秀的表現十分出色，但最後評判認為嘉莉迪·恩格列斯比梅露絲的形象更加極端，選擇了嘉莉迪成為第七季冠軍，梅露絲為亞軍。
在比賽期間，梅露絲常常被其他女孩針對，特別是尤珍娜更是討厭梅露絲。
梅露絲在第八季的第七集和徐姿一同出現，為參賽者介紹她別名的來源。
梅露絲在比賽中4次首名入圍，也勝出4次小挑戰。
|      | 拍攝題材                               | 入圍名次 | 附註       |
| 預賽 | Rooftop Nude Shot (Casting)            | 1/13     | 首名入圍   |
| 1    | Model Stereotypes                      | 12/13    | 勝出小挑戰 |
| 2    | Hair Wars                              | 1/12     | 首名入圍   |
| 3    | Unstable Runway on Water               | 6/11     |            |
| 4    | Freakshow Circus                       | 4/10     |            |
| 5    | Celebrity Couples                      | 2/9      |            |
| 6    | Romance Novels With Fabio              | 4/8      | 勝出小挑戰 |
| 7    | CoverGirl Whipped Foundation Skydiving | 2/7      | 勝出小挑戰 |
| 8    | Secret Deodorant Commercial in Catalan | 1/6      | 首名入圍   |
| 9    | Spainiard Bullfighting                 | 2/5      | 勝出小挑戰 |
| 10   | Floating Water Nymphs                  | 1/4      | 首名入圍   |
| 11-1 | Cover Girl唇彩照                       | 2/3      | 亞軍       |

## 事業
在比賽後，梅露絲和Bleu Model Management及L.A. Models簽約。
梅露絲在為天橋驕子第三季的Malan Breton的品牌（2007年秋季／冬季Ready-to-Wear）和Eduardo Lucero（2007年秋季）走秀。她在《Seventeen》雜誌出現。她亦為Scoop拍攝廣告照
梅露絲亦在美國電視台《E!》作特別嘉賓。
梅露絲為一間名叫Ishkadada的時裝公司工作，她的設計會在2008年春天登場。

## 個人生活
2006年11月28日，梅露絲在洛杉磯The US Premiere of Concept Tiguan走過紅地毯。
在2007年1月17日，外國網站流傳梅露絲和男演員傑瑞米·皮文（Jeremy Piven）正在約會，據報導指他們兩人在金球獎頒獎禮開始前的派對，兩人在整晚表現得十分親密，還不時在調情。
在比賽後，梅露絲和雙胞胎姊妹（雅雯·巴賓和美雪·巴賓）一同吃午飯，可見梅露絲和第七季的女孩關係並不是很差。
梅露絲閒時喜歡烹飪和縫製衣服。她說她不會再參加任何的電視真人秀節目。

## 外部連結
- 官方網站
- 梅露絲·畢卡史達夫在互联网电影资料库（IMDb）上的資料（英文）
- 梅露絲·畢卡史達夫的MySpace主頁
- 梅露絲的相冊 （页面存档备份，存于）

| 前任： 鍾妮·德斯 | 全美超級模特兒新秀大賽亚軍 第七季 | 繼任： 娜塔莎·加爾金娜 |